# Tracey Walston
Tracey Walston (* 9. ledna 1968 Severní Karolína, USA) je americký basketbalista.
Tracey Walston a Lee Rowlinson jsou první dva hráči z USA, kteří hráli v československé basketbalové ligové soutěži, oba od roku 1990 za klub Sparta Praha. Tracey Walston odehrál za Spartu Praha celkem 7 sezón. V ligové soutěži dominoval pod koši jako nejlépe doskakující hráč ligy. 

Zúčastnil se jako hráč 3 zápasů ALL STARS české basketbalové ligy 1995 Archivováno 27. 6. 2009 na Wayback Machine. 1996 Archivováno 27. 6. 2009 na Wayback Machine., 1997 Archivováno 6. 3. 2016 na Wayback Machine. a v soutěži ve smečování do koše.

## Sportovní kariéra, hráč
- kluby:
- 1989-1991 Delaware (NCAA, USA)
- 1990-1997 Sparta Praha, 2x vicemistr (1991, 1993), 1x 3. místo (1994), celkem 2204 bodů za 7 ligových sezon
- FIBA Evropské basketbalové poháry klubů, účast s týmem Sparta Praha ve 3 ročnících soutěže 1991/92, 1994/95, 1995/96, v 6 zápasech zaznamenal celkem 60 bodů a 68 doskoků
- 1997/1998 Tadamon (Libanon), 16.1 bodu na zápas, 10.8 doskoku na zápas, vicemistr Libanonu
- 1998/1999 Harrisburg Horizon (UBA, USA), 8.3 doskoku na zápas
- 1999/2000 Teamware Torpan Pojat Helsinki (Finsko), FIBA Pohár Saporta, 7 zápasů, 29 bodů, 29 doskoků
- 2000/2001 AZS Lubella Lublin Archivováno 4. 3. 2016 na Wayback Machine. (Polsko), 6 zápasů, 11.8 doskoku na zápas
- 2001-2003 soutěže v USA: Morris Revolution (UBA), Long Island Surf (USBL), New York Primetime (EBA), Jersey Shore Summer League (Cohen's Optical team)